# André Wilms
Pour les articles homonymes, voir Wilms.
André Wilms, né le 29 avril 1947 à Strasbourg et mort le 9 février 2022 dans le 13e arrondissement de Paris,, est un acteur et metteur en scène français.

## Biographie
Issu d'une famille alsacienne éloignée du monde du théâtre, André Wilms, après un CAP de stuqueur, débute comme cintrier au théâtre Sorano, qui accueille alors le Grenier de Toulouse, fondé par Maurice Sarrazin. Il est rapidement engagé comme figurant. Alors militant maoïste à la Gauche prolétarienne, il passe une audition devant Klaus Michael Grüber, qui l'a mis en scène en 1975 dans une version du Faust de Goethe aujourd'hui entrée dans l'histoire, Faust/Salpêtrière.
Après son engagement dans le Baal de Bertolt Brecht mis en scène par André Engel, ce dernier lui offre une place dans ses projets futurs : En attendant Godot de Samuel Beckett, Hôtel moderne d'après Franz Kafka, La Nuit des chasseurs d'après Woyzeck de Georg Büchner. Il intègre le collectif du théâtre national de Strasbourg, alors nouvellement créé et dirigé par Jean-Pierre Vincent.
Sa collaboration avec Grüber se poursuivit avec La Mort de Danton de Büchner, Le Pôle de Nabokov. Il travaillera ensuite avec Deborah Warner (La Maison de poupée) et Michel Deutsch (Imprécation II, IV et XXXVI, respectivement en 1993, 1995 et 1999), ou Heiner Goebbels (Ou bien le débarquement désastreux en 1993, Max Black en 1998, Eraritjaritjaka en 2004).
Il a été l'un des premiers soutiens de Heiner Müller en France.
Au cinéma, il a été l'un des acteurs fétiches d’Aki Kaurismäki (La Vie de bohème, Le Havre, Les Leningrad Cowboys rencontrent Moïse) ou d'Étienne Chatiliez (La vie est un long fleuve tranquille, Tatie Danielle, Tanguy, La confiance règne).

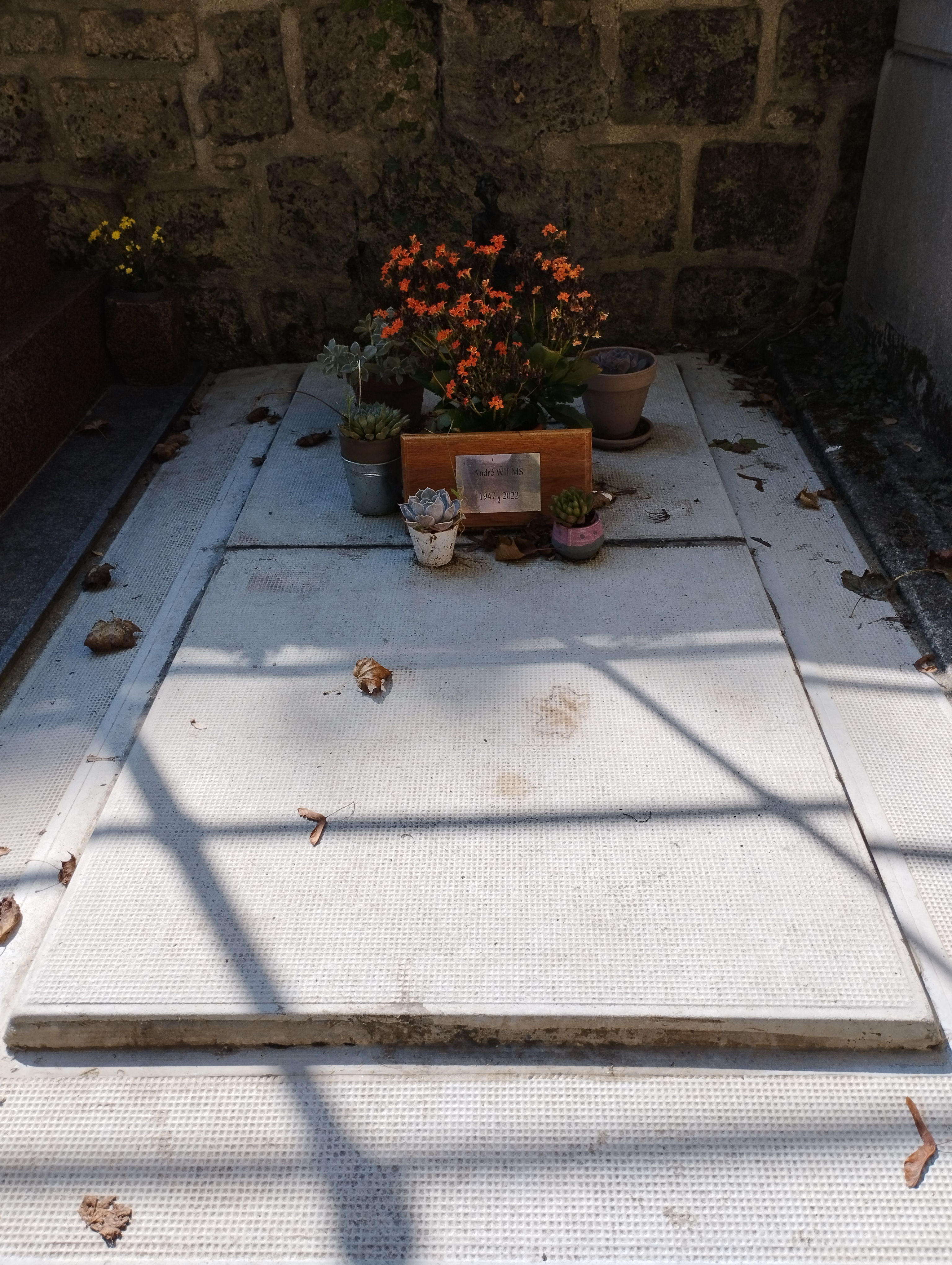
Tombe d'André Wilms au cimetière de Montmartre (division 15).

Dès la fin des années quatre-vingt, André Wilms s'est mis à signer ses propres mises en scène au théâtre et à l’opéra ; il a notamment monté La Conférence des oiseaux de Michaël Levinas (festival international de Montpellier, 1988), Le Château de Barbe-Bleue de Béla Bartók (festival international de Montpellier, 1990), La Philosophie dans le boudoir du Marquis de Sade (Munich, Marstall, 1997), Alfred, Alfred de Franco Donatoni (Festival Musica, Nanterre-Amandiers, 1998), Pulsion de F.X. Kroetz (théâtre de la Colline, 1999), La Noce chez les petits bourgeois de Bertolt Brecht (Munich, 2000), Medeamaterial de Pascal Dusapin (Festival Musica, Nanterre-Amandiers, 2000), La Vie de bohème d'après Henry Murger et Aki Kaurismaki (Stadttheater de Francfort, 2001), Histoires de famille de Biljana Srbljanović (théâtre national populaire - Villeurbanne, théâtre national de la Colline, 2002), Les Bacchantes d'Euripide (Comédie-Française).
Il est le père de Mathieu Bauer, directeur du centre dramatique national de Montreuil, qui l'a dirigé dans plusieurs spectacles.
Il meurt le 9 février 2022 dans le 13e arrondissement de Paris à l'âge de 74 ans, comme l'annonce son agent le lendemain. Les circonstances de sa mort n'ont pas été rendues publiques. Il est inhumé dans l'intimité le 26 février au cimetière de Montmartre (15e division), à quelques mètres de Jean-Claude Brialy.

## Filmographie

### Cinéma
- 1981 : Il faut tuer Birgitt Haas de Laurent Heynemann : Volker
- 1983 : Stella de Laurent Heynemann : Brosseau
- 1984 : Le Tartuffe de Gérard Depardieu : Damis
- 1985 : Les Poings fermés de Jean-Louis Benoît : Henri
- 1986 : Taxi Boy d'Alain Page
- 1987 : Champ d'honneur de Jean-Pierre Denis : Kristian
- 1988 : La vie est un long fleuve tranquille d'Étienne Chatiliez : Jean Le Quesnoy
- 1988 : La Lectrice de Michel Deville : l'homme de la rue Saint-Landry
- 1988 : Drôle d'endroit pour une rencontre de François Dupeyron : Georges
- 1989 : Monsieur Hire de Patrice Leconte : l'inspecteur de police
- 1990 : Tatie Danielle d'Étienne Chatiliez : le médecin de la maison de retraite
- 1990 : Aventure de Catherine C. de Pierre Beuchot : André Leuwen
- 1990 : Europa Europa d'Agnieszka Holland : Kellerman
- 1991 : Équinoxe de Níkos Kornílios
- 1992 : Coupable d'innocence ou Quand la raison dort de Marcin Ziebinski : Henri Bicken
- 1992 : La Révolte des enfants de Gérard Poitou-Weber : M. Alexis
- 1992 : La Vie de bohème d'Aki Kaurismäki : Marcel Marx
- 1992 : Sexes faibles ! de Serge Meynard
- 1994 : L'Enfer de Claude Chabrol : Dr Arnoux
- 1994 : Iron Horsemen de Gilles Charmant : André
- 1994 : Les Derniers Jours d'Emmanuel Kant de Philippe Collin
- 1994 : Les Leningrad Cowboys rencontrent Moïse (Leningrad Cowboys Meet Moses) d'Aki Kaurismäki
- 1995 : Le Grand Blanc de Lambaréné de Bassek Ba Kobhio : Albert Schweitzer
- 1995 : La Flache, court-métrage de Philippe Troyon
- 1999 : Juha d'Aki Kaurismäki : Shemeikka
- 2001 : Tanguy d'Étienne Chatiliez : le psychiatre
- 2002 : Une part du ciel de Bénédicte Liénard : Warden
- 2002 : Brocéliande de Doug Headline : le professeur Vernet
- 2002 : Bienvenue chez les Rozes de Francis Palluau : Daniel
- 2003 : Scardanelli de Harald Bergmann : Friedrich Hölderlin
- 2004 : La confiance règne d'Étienne Chatiliez : le père de Christelle
- 2007 : Le Temps d'un regard d'Ilan Flammer : M. Jules
- 2009 : Ricky de François Ozon : le médecin hôpital
- 2009 : La Véritable Histoire du chat botté de Jérôme Deschamps, Pascal Hérold et Macha Makeïeff (voix)
- 2010 : Pauline et François de Renaud Fély : Maurice
- 2010 : Sans laisser de traces de Grégoire Vigneron : François Michelet
- 2010 : Robert Mitchum est mort d'Olivier Babinet et Fred Kihn : le texan
- 2011 : Le Havre d'Aki Kaurismäki : Marcel Marx
- 2011 : Americano de Mathieu Demy : l'Allemand
- 2013 : Un château en Italie de Valeria Bruni Tedeschi : André
- 2013 : Spiritismes de Guy Maddin
- 2014 : Tu veux ou tu veux pas de Tonie Marshall : Michel Chabrier
- 2014 : Super ego (Über-Ich und Du) de Benjamin Heisenberg : Curt Ledig
- 2014 : Pause de Mathieu Urfer : Fernand
- 2015 : Voyage en Chine de Zoltan Mayer : Richard
- 2015 : Le Combat ordinaire de Laurent Tuel : Hubert Moret
- 2015 : Marie Curie de Marie-Noëlle Sehr : Eugène Curie
- 2016 : Un Juif pour l'exemple de Jacob Berger : Jacques Chessex
- 2016 : Marie et les Naufragés de Sébastien Betbeder : Cosmo
- 2017 : Ôtez-moi d'un doute de Carine Tardieu : Joseph Levkine
- 2017 : Hannah d'Andrea Pallaoro : le mari d'Hannah
- 2018 : La Femme la plus assassinée du monde de Franck Ribière : Eugène
- 2019 : Lune de miel d'Élise Otzenberger : Gilbert Breit
- 2019 : Debout sur la montagne de Sébastien Betbeder : le curé
- 2020 : Une belle équipe de Mohamed Hamidi : Papy
- 2020 : Le Sel des larmes de Philippe Garrel : le père de Luc
- 2020 : Irradiés de Rithy Panh : Lui
- 2020 : Personne ne manque (court-métrage) de Franck Guérin : le père
- 2022 : Maigret de Patrice Leconte : Kaplan[8]

### Télévision
- 1987 : Sentiments de Joyce Buñuel (série TV) : Marvier
- 1989 : David Lansky (série TV) : Brunoy
- 1989 : Liberté, Libertés de Jean-Dominique de La Rochefoucauld (téléfilm) : Malseigne
- 1989 : Opération Mozart (série TV) : Guillot
- 1992 : Hôtel du Parc de Pierre Beuchot
- 1997 : Compagnons secrets de Pierre Beuchot (téléfilm) : Crabe
- 2009 : L'École du pouvoir de Raoul Peck (téléfilm) : oncle Jean
- 2011 : Petite Fille de Laetitia Masson (téléfilm) : le père
- 2012 : Yann Piat, chronique d'un assassinat d'Antoine de Caunes (téléfilm) : Maurice Arreckx
- 2018 : Aurore de Laetitia Masson (mini-série) : Père Maya
- 2018 : L'Enfant aux mille rêves de Rupert Henning (téléfilm) : oncle Louis
- 2021 : La Bonne conduite d'Arnaud Bedouët (téléfilm) : Serge

## Théâtre

### Comédien
- 1975 : Souvenir d'Alsace de Bruno Bayen et Yves Reynaud, mise en scène des auteurs, Festival d'Avignon
- 1976 : Baal de Bertolt Brecht, mise en scène André Engel, Théâtre national de Strasbourg
- 1977 : Un week-end à Yaïek d'après Pougatchev de Sergueï Essenine, mise en scène André Engel, Théâtre national de Strasbourg
- 1977 : Hölderlin : l'Antigone de Sophocle d'après Sophocle, mise en scène Michel Deutsch et Philippe Lacoue-Labarthe, Théâtre national de Strasbourg
- 1977 : Franziska de Frank Wedekind, mise en scène Hélène Vincent et Agnès Laurent, Théâtre national de Strasbourg
- 1979 : Ils allaient obscurs sous la nuit solitaire d'après Samuel Beckett, mise en scène André Engel, Théâtre national de Strasbourg
- 1980 : Violences à Vichy de Bernard Chartreux de Michel Deutsch, mise en scène Jean-Pierre Vincent, Théâtre national de Strasbourg, Théâtre des Amandiers, Nouveau théâtre de Nice
- 1980 : Ruines de Michel Deutsch, mise en scène Jean-Pierre Vincent, Théâtre national de Strasbourg, Maison de la culture de Nanterre, Nouveau théâtre de Nice
- 1981 : Les Phéniciennes d'Euripide, mise en scène Michel Deutsch et Philippe Lacoue-Labarthe, Théâtre national de Strasbourg
- 1981 : Le Palais de justice de Bernard Chartreux, Dominique Muller, Sylvie Muller, Jean-Pierre Vincent, mise en scène Jean-Pierre Vincent, Théâtre national de Strasbourg
- 1982 : Le Palais de justice de Bernard Chartreux, Dominique Muller, Sylvie Muller, Jean-Pierre Vincent, mise en scène Jean-Pierre Vincent, Théâtre national de l'Odéon, Nouveau théâtre de Nice
- 1983 : Dernières Nouvelles de la peste de Bernard Chartreux, mise en scène Jean-Pierre Vincent, Festival d'Avignon, Théâtre national de Strasbourg
- 1984 : Tartuffe de Molière, mise en scène Jacques Lassalle, Théâtre national de Strasbourg
- 1986 : Le Cyclope d'Euripide, mise en scène Bernard Sobel, Festival d'Avignon
- 1988 : La Nuit des chasseurs d’après Woyzeck de Georg Büchner, mise en scène André Engel, Théâtre national de la Colline
- 1989 : La Mort de Danton de Georg Büchner, mise en scène Klaus Michael Grüber, Théâtre Nanterre-Amandiers, TNP Villeurbanne, Maison de la Culture de Grenoble, Comédie de Caen, tournée
- 1995 : Imprécation IV de Michel Deutsch, mise en scène de l'auteur, Théâtre national de Strasbourg
- 1996 : La Cour des comédiens d'Antoine Vitez, mise en scène Georges Lavaudant, Festival d'Avignon
- 1996 : Le Pôle de Vladimir Nabokov, mise en scène Klaus Michael Grüber, Schaubühne am Lehniner Platz, MC93 Bobigny
- 1997 : Maison de poupée d'Henrik Ibsen, mise en scène Deborah Warner, Odéon-Théâtre de l'Europe, Théâtre national de Bretagne
- 2004 : Eraritjaritjaka, musée des phrases d'Elias Canetti, mise en scène Heiner Goebbels, Odéon-Théâtre de l'Europe
- 2007 : Les Cenci d'après Antonin Artaud, compositeur Giorgio Battistelli, avec l'orchestre de Toscane, direction musicale Luca Pfaff, Odéon-Théâtre de l'Europe
- 2007 : La  Mort d'Hercule d'après les tragédies Les Trachiniennes de Sophocle et Héraklès furieux d’Euripide, MC2
- 2008 : La  Mort d'Hercule d'après les tragédies Les Trachiniennes de Sophocle et Héraklès furieux d’Euripide, MC93 Bobigny
- 2009 : L'Amante anglaise de Marguerite Duras, mise en scène Marie-Louise Bischofberger, Théâtre de la Madeleine
- 2009 : Roberto Zucco de Bernard-Marie Koltès, lecture mise en espace Georges Lavaudant, Théâtre de la Ville
- 2011 : Macbeth Horror Suite de Carmelo Bene, mise en voix Georges Lavaudant, Théâtre des Bouffes du Nord
- 2013 : Qu'on me donne un ennemi de Heiner Müller, mise en scène Mathieu Bauer, Théâtre des Bouffes du Nord
- 2019 : La Fin de l'homme rouge, d'après l'essai de Svetlana Aleksievitch, adaptation et mise en scène par Emmanuel Meirieu, Théâtre Les Gémeaux - Scène nationale[9]

### Metteur en scène
- 1988 : La Conférence des oiseaux de Mickaël Levinas, Festival international de Montpellier
- 1990 : Le Château de Barbe-bleue de Béla Bartok, Festival international de Montpellier
- 1993 : Le Château des Carpates de Philippe Hersant, Opéra de Montpellier
- 1995 : Tollertophographie de Albert Ostermaier, Munich
- 1998 : Alfred, Alfred de Franco Donatoni, T&M, Festival Musica, Nanterre-Amandiers
- 1999 : Pulsion de Franz Xaver Kroetz, Théâtre national de la Colline, 2000 : Théâtre national de Strasbourg
- 2000 : Medeamaterial de Pascal Dusapin, T&M, Festival Musica, Nanterre-Amandiers
- 2001 : La Vie de Bohème de Henri Murger et Aki Kaurismaki, Théâtre national de la Colline
- 2002 : Histoires de famille de Biljana Srbljanović, TNP Villeurbanne, Théâtre national de la Colline
- 2002 : Momo de Pascal Dusapin,T&M, Nanterre
- 2005 : Les Bacchantes d'Euripide, Comédie-Française
- 2010 : Le Père de Heiner Müller, Festival de Schwetzingen, Théâtre de l'Athénée-Louis-Jouvet

## Doublage
- 1984 : Element of Crime : Fisher (Michaël Elphick)

## Livres audio
- 1996 - Leigh Sauerwein et Georg Hallensleben, livre audio, musique de Pascal Dusapin, direction musicale de Philippe Nahon et lecture par André Wilms, Momo et les instruments de musique (Les cordes), (collection Mes premières découvertes de la musique, Gallimard Jeunesse Musique),  (ISBN 2-07-058618-9)
- 1996 - Leigh Sauerwein et Georg Hallensleben, livre audio, musique d'Éric Tanguy, lecture par André Wilms, Faustine & les ogres et les instruments de musique (Les claviers), (collection Mes premières découvertes de la musique, Gallimard Jeunesse Musique),  (ISBN 2-07-059562-5)

## Décoration
- Officier de l'ordre des Arts et des Lettres (arrêté ministériel du 17 janvier 2013)[10].